# Кантакузино
Кантакузино (на румънски: Cantacuzino; на гръцки: Καντακουζηνών) е влахо-молдовски и руски княжески благороднически род, претендиращ да е клон на средновековните Кантакузини.
Представителите на рода се имат за потомци на византийския император Йоан VI Кантакузин. Родът е утвърден за благороднически и въведен в княжеско достойнство с нарочен акт на Руската империя от 1865 г. (Гербовник, XII, 7). 
Първи представител на новия клон на старите Кантакузини се явява Михаил Кантакузин Шейтаноглу, чиито наследници и потомци са като цяло през целия XVII век начело на управлението на двете дунавски княжества - до поверяването им на фанариотите в периода 1711/1715 г.
Сред видните представители на рода от XVII век е синът на Андроник Кантакузино /син на Шейтаноглу/ - Тома Кантакузино (османски посланик в Руското царство) и Димитрие Кантакузино на два пъти (1673-1676 и 1684) владетел на княжество Молдова, а Щербан I Кантакузин е владетел на княжество Влахия.
Синът на родоначалника Михаил Кантакузин Шейтаноглу – Йоани го сродява с друга византийско-генуезка фамилия, прераснала във фанариотска – Росети. Потомци на другия син на Шейтаноглу – Андроник са бъдещия министър-председател на Румъния – Георге Григоре Кантакузино, както съпругата на първия държавен глава на Албания – Вилхелм фон Вид. От руския клон на фамилията Кантакузино, Михаил Михайлович Кантакузин-Сперански се жени за Джулия Грант, внучка на президента на САЩ – Юлисис Грант.
След прутската война повечето членове на рода се изселват в Руската империя.

## Родословно дърво
- Михаил Кантакузин Шейтаноглу (1510–1578)
  - Андроник Кантакузино (1553–1601)
    - Михай
      - Думитрашку Кантакузино (1620–1686), владетел на Молдова

    - Йордаке (ум. 1663)
      - Тодореску (ум. 1685)
        - Йоница (1664–1692)
          - Йордаке (1688–1758)
            - Йоница (1721–1789)
              - Матей (1750–1817)
                - Александър Кантакузин (1787–1841), руски благородник и гръцки политик
                  - Александро Кантакузино (1811–1884), румънски държавник и министър

      - Йордаке (ум. 1700)
        - Йордаке (ум. 1740)
          - Константин (ум. 1740)
            - Йордаке Ставраки (1740–1826), владетел на Молдова
              - Константин (1778–1843)
                - Ласкар (1805–1885)
                  - Константин Кантакузино-Пашкану (1856–1927), румънски политик

                - Николас (1811–1840), женен за Лучия Палади (1821–1860)
                  - Пулхерия (1840–1865), омъжена за Емил Карл фон Сайн-Витгенщайн-Берлебург (1824-1878)
                    - Лучия фон Сайн-Витгенщайн-Берлебург (1859-1903), омъжена за Виктор фон Шьонбург-Валденбург (1856-1888)
                      - София фон Шьонбург-Валденбург (1885-1936), омъжена за Вилхелм фон Вид

              - Григоре (1779–1809)
                - Елизабета Щирбей (1805–1874), владетелка на Влахия

              - Александру (1786–1832)
                - Йоан Канкатузино (1829–1897), каймакам на Молдова

    - Константин Кантакузино (постелник) (1598–1663), женен за Елина Кантакузино
      - Драгичи Кантакузино (1630–1667)
        - Първу (ум. 1696)
          - Първу (1689–1751)
            - Йоан (ум. 1749)
              - Йордаке (1747–1803)
                - Константин Кантакузино (каймакам) (1793–1877), каймакам на Влахия
                  - Йон Кантакузино (1825–1878), румънски политик
                    - Йон Кантакузино-син (1863–1934), румънски лекар, политик и министър

                  - Адолф (1839–1911)
                    - Скарлат Кантакузино (1874–1949), румънски поет и дипломат

                - Григоре (1800–1849)
                  - Георге Григоре Кантакузино (1833–1913), министър-председател на Румъния
                    - Михаил Кантакузино (1867–1928), румънски политик, министър и кмет на Букурещ
                      - Константин Кантакузино (авиатор) (1905–1958), румънски летец от ВСВ

                    - Григоре Георге Кантакузино (1872–1930), кмет на Букурещ, женен за Александрина Кантакузино (1876–1944), политическа активистка и феминистка 
                      - Александру Кантакузино (1901–1939), румънски политик

            - Матей (ум. 1742)
              - Първу Кантакузино (ум. 1769), бан на Олтения (Крайова), водач на антиосманско въстание през 1769 г. по време на руско-турска война (1768 – 1774)
              - Константин (ум. 1761)
                - Йоан (1756–1828)
                  - Николае (1790–1857)
                    - Василе (1818–1906)
                      - Матей Кантакузино (1855–1925), румънски политик, министър и кмет на Яш
                      - Николае (1864–1948)
                        - Георги Матей Кантакузино (1899–1960), румънски архитект, художник и есеист
                          - Щербан Кантакузино (1928–2018), архитект

                    - Мария Кантакузино (1820–1898), художествен модел

              - Родион Кантакузино (1725–1774)
                - Николай Кантакузин (1761–1841)
                  - Родион (1812–1880)
                    - Михаил Кантакузин-Сперански (1847–1894)
                      - Михаил Михайлович Кантакузин-Сперански (1875–1955), руски дипломат, женен за Джулия Грант (1876–1975), внучка на Юлисис Грант, американски генерал, политик и президент на САЩ

                  - Александър (1813–1857)
                    - Олга Кантакузина-Алтиери (1843–1929), писателка

                  - Иван (1816–1888)
                    - Павел (1852–1922)
                      - Георги (1881–1950)
                        - Пиер (1922–1975)
                          - Амвросий Кантакузин (1947–2009), епископ на Руската православна църква зад граница

      - Щербан Кантакузин (1634–1688), владетел на Влахия (1678–1688)
        - Георге Кантакузино (1673–1739)
          - Тома (1714–1762)
            - Матей (1745–1817)
              - Йордаке (1775–1827)
                - Константин (1811–1876)
                  - Георге Кантакузино (1845–1898), румънски политик и министър
                  - Константин (1847–1920), женен за Сабина Кантакузино (1863–1944), дъщеря на Йон Братиану и румънска писателка

                - Георге (1815–1890)
                  - Йоан (1847–1911)
                    - Георге Кантакузино-Границерул (1869–1937), румънски политик и деятел на Желязната гвардия
                    - Йоан Раду (1885–1950), женен за Мария Филоти (1883–1956), актриса
                      - Йон Филоти Кантакузино (1908–1975), румънски писател и филмов продуцент
                        - Георге Кантакузино (историк) (1937–2019), румънски историк и археолог
                        - Щербан Кантакузино (артист) (1941–2011), румънски актьор

                    - Йоана Кантакузино (1895–1951), румънска авиаторка, пилот и първия началник на авиационно училище в Румъния

        - Касандра Кантакузино (1685–1713), владетелка на Молдова и съпруга на Димитрие Кантемир

      - Станка Кантакузино (1637–1699), съпруга на Матей Бранковяну и майка на Константин Бранковяну
      - Константин Кантакузино (столник) (1639–1716), столник и логотет на Влахия
        - Стефан Кантакузин (1675–1716), владетел на Влахия (1714–1716), женен за Пауна Кантакузино (ум. 1740)
          - Раду Кантакузино (1699–1761)

      - Михай Кантакузино (1640–1716)
      - Матей (ум. 1685)
        - Тома Кантакузино (ум. 1721)

  - Йоани (ум. 1570)
    - Бела Росети (Кантакузино), съпруга на Ласкар Росети, родоначалник на фанариотската фамилия Росети с византийски и генуезки корени и майка на Антон Росети, владетел на Молдова